# Балаковский район
Балако́вский райо́н — административно-территориальная единица (район) и муниципальное образование (муниципальный район) в Саратовской области России.
Административный центр — город Балаково.

## География
Расположен на границе Среднего и Нижнего Поволжья, в северной части левобережья Саратовской области, омывается Саратовским водохранилищем. По плотине Саратовской ГЭС осуществляются автомобильный и железнодорожный переходы на Правобережье. Район в центральной части пересекает река Большой Иргиз с ограниченным количеством переходов через него.
Протяжённость автодорог общего пользования с твёрдым покрытием — 309,2 км.

## История
8 декабря 1921 года по постановлению Президиума ВЦИК в Самарской губернии был образован Балаковский уезд с центром в городе Балаково. В 1922 году в состав Балаковского уезда Самарской губернии входило 20 волостей: Балаковская, Натальинская, Николевская, Горяиновская, Хлебновская, Красноярская, Казённо-Маянговская, Еланская, Пылковская, Никольско-Казаковская, Быково-Отрогская, Мало-Быковская, Кормежская, Криволучье-Сурская, Кунье-Сарминская, Сухоотрогская, Мало-Перекопновская, Сулаковская, Каменно-Сарминская волость, Ново-Бельковская.
В уезде издавалась газета «Красный Набат». 8 мая 1924 года Балаковский уезд упразднен, а его волости присоединены к Пугачёвскому уезду.
Балаковский район образован 23 июля 1928 года в составе Вольского округа Нижне-Волжского края.
С 1934 года район в составе Саратовского края, с 1936 года — в Саратовской области.

## Население
| Годы      | 1939   | 1959   | 1970             | 1979             | 1989             |
| --------- | ------ | ------ | ---------------- | ---------------- | ---------------- |
| Население | 52 443 | 56 400 | 22 371 (125 866) | 19 974 (172 530) | 18 946 (210 147) |

| 1989     | 2002     | 2009     | 2010     | 2011     | 2012     |
| -------- | -------- | -------- | -------- | -------- | -------- |
| 219 350  | ↗221 973 | ↘218 868 | ↗220 598 | ↘220 103 | ↘218 328 |
| 2013     | 2014     | 2015     | 2016     | 2017     | 2018     |
| ↘216 911 | ↘215 161 | ↘214 285 | ↘212 879 | ↘211 498 | ↘209 607 |
| 2019     | 2020     | 2021     |          |          |          |
| ↘207 995 | ↘206 687 | ↘203 762 |          |          |          |

### Урбанизация
В городских условиях (город Балаково) проживают 88.68 % населения района.

### Национальный состав
| №  | Национальность | 1939 год       | 2020 год        |
| -- | -------------- | -------------- | --------------- |
| 1  | Русские        | 47706 (90,9 %) | 184209 (94,9 %) |
| 2  | Татары         | 807 (1,5 %)    | 2379 (1,2 %)    |
| 3  | Украинцы       | 2244 (4,3 %)   | 1057 (0,5 %)    |
| 4  | Казахи         | 286 (0,5 %)    | 1023 (0,5 %)    |
| 5  | Чуваши         | 31             | 412 (0,2 %)     |
| 6  | Армяне         | 6              | 689 (0,3 %)     |
| 7  | Белорусы       | 57             | 255 (0,1 %)     |
| 8  | Мордва         | 656 (1,3 %)    | 253 (0,1 %)     |
| 9  | Марийцы        | 2              | 333 (0,2 %)     |
| 10 | Немцы          | 174 (0,1 %)    | 472 (0,2 %)     |
| 11 | Башкиры        | 4              | 179 (0,1 %)     |
| 12 | Другие         | 213            | 3202            |
| 13 | Не указали     | 15             | 9771            |
| 14 | Всего          | 52443          | 203762          |

## Муниципально-территориальное устройство
В Балаковский муниципальный район входят 3 муниципальных образования, в том числе 1 городское поселение и 2 сельских поселения:
| №        | Муниципальное образование                  | Административный центр | Количество населённых пунктов | Население | Площадь, км² |
| -------- | ------------------------------------------ | ---------------------- | ----------------------------- | --------- | ------------ |
| 1e-06    | Городское поселение:                       |                        |                               |           |              |
| 1        | муниципальное образование город Балаково   | город Балаково         | 1                             | ↘184 466  | 75,51        |
| 1.000002 | Сельские поселения:                        |                        |                               |           |              |
| 2        | Быково-Отрогское муниципальное образование | село Быков Отрог       | 34                            | ↘12 194   | 2255,45      |
| 3        | Натальинское муниципальное образование     | село Натальино         | 13                            | ↗7102     | 872,92       |

В рамках организации местного самоуправления в 2005 году в новообразованном муниципальном районе были созданы 1 городское и 17 сельских поселений. В 2013 году были упразднены Головановское, Матвеевское, Новониколаевское, Новониколевское и Подсосенское муниципальные образования (включены в Натальинское муниципальное образование). В 2015 году упразднены Еланское, Комсомольское, Кормёжское, Красноярское, Маянгское, Наумовское, Новоелюзанское, Новополеводинское, Пылковское и Сухо-Отрогское муниципальные образования (включены в Быково-Отрогское муниципальное образование).

## Населённые пункты
В Балаковском районе 47 населённых пунктов, в том числе 46 сельских и 1 город.
| №  | Населённый пункт    | Тип     | Население | Муниципальное образование |
| -- | ------------------- | ------- | --------- | ------------------------- |
| 1  | Андреевка           | село    | ↗212      | Натальинское              |
| 2  | Балаково            | город   | ↘180 694  | город Балаково            |
| 3  | Барвенковский       | посёлок | 28        | Натальинское              |
| 4  | Береговой           | посёлок | ↗130      | Быково-Отрогское          |
| 5  | Березовка           | село    | ↘100      | Быково-Отрогское          |
| 6  | Бителяк             | хутор   | 37        | Быково-Отрогское          |
| 7  | Большой Кушум       | село    | ↘309      | Быково-Отрогское          |
| 8  | Быков Отрог         | село    | ↗1265     | Быково-Отрогское          |
| 9  | Головановский       | посёлок | ↘695      | Натальинское              |
| 10 | Горино              | хутор   | ↗103      | Быково-Отрогское          |
| 11 | Грачи               | посёлок | ↘335      | Натальинское              |
| 12 | Еланка              | село    | ↗606      | Быково-Отрогское          |
| 13 | Затонский           | посёлок | ↘169      | Натальинское              |
| 14 | Ивановка            | село    | ↘1291     | Быково-Отрогское          |
| 15 | Ивановка            | село    | 14        | Быково-Отрогское          |
| 16 | Калиниха            | хутор   | 0         | Быково-Отрогское          |
| 17 | Караси              | хутор   | ↗120      | Быково-Отрогское          |
| 18 | Кирово              | село    | 71        | Быково-Отрогское          |
| 19 | Комсомольское       | село    | ↘183      | Быково-Отрогское          |
| 20 | Кормёжка            | село    | ↗1112     | Быково-Отрогское          |
| 21 | Красный Яр          | село    | ↘950      | Быково-Отрогское          |
| 22 | Криволучье-Сура     | село    | ↗200      | Быково-Отрогское          |
| 23 | Малая Быковка       | село    | ↗794      | Быково-Отрогское          |
| 24 | Малоперекопное      | село    | ↘604      | Быково-Отрогское          |
| 25 | Малый Кушум         | село    | ↘142      | Быково-Отрогское          |
| 26 | Матвеевка           | село    | ↘658      | Натальинское              |
| 27 | Маянга              | село    | ↗1389     | Быково-Отрогское          |
| 28 | Натальино           | село    | ↘1657     | Натальинское              |
| 29 | Наумовка            | село    | ↘447      | Быково-Отрогское          |
| 30 | Николевка           | село    | ↘461      | Натальинское              |
| 31 | Николевский         | посёлок | ↘570      | Натальинское              |
| 32 | Никольское-Казаково | село    | ↘343      | Быково-Отрогское          |
| 33 | Новая Елюзань       | село    | ↘426      | Быково-Отрогское          |
| 34 | Новобельковка       | село    | 10        | Быково-Отрогское          |
| 35 | Новониколаевский    | посёлок | ↘968      | Натальинское              |
| 36 | Новополеводино      | село    | ↘835      | Быково-Отрогское          |
| 37 | Новоуспенка         | село    | ↘92       | Быково-Отрогское          |
| 38 | Перекопная Лука     | село    | ↘185      | Быково-Отрогское          |
| 39 | Плеханы             | село    | ↗759      | Быково-Отрогское          |
| 40 | Подсосенки          | село    | ↗806      | Натальинское              |
| 41 | Пылковка            | село    | ↘374      | Быково-Отрогское          |
| 42 | Ратная              | станция | 5         | Быково-Отрогское          |
| 43 | Старая Медынка      | село    | ↘142      | Натальинское              |
| 44 | Сухой Отрог         | село    | ↘660      | Быково-Отрогское          |
| 45 | Тупилкин            | хутор   | 58        | Быково-Отрогское          |
| 46 | Хлебновка           | село    | ↘500      | Натальинское              |
| 47 | Чапаев              | село    | 27        | Быково-Отрогское          |

### Упразднённые населённые пункты
В 2016 году упразднён посёлок Красноармеец, входивший в Быково-Отрогское МО (до преобразований 2015 года — в Новополеводинское МО).

## Экономика
Основные промышленные предприятия района: Балаковская АЭС (крупнейший налогоплательщик, 19 %), Саратовская ГЭС, Балаковский филиал АО «Апатит», Балаковский завод волоконных материалов, Балаковорезинотехника.
Ведут производственно-аграрную деятельность 15 сельскохозяйственных предприятий, 185 крестьянских (фермерских) хозяйств и 7035 личных подсобных хозяйств. Площадь сельскохозяйственных угодий составляет 250,8 тыс.га, в том числе площадь пашни 165,7 тыс.га.
На территории района ведётся строительство металлургического производства «Северсталь», которое будет выпускать мелкий сортовой прокат (уголок, арматуру, швеллер).

## Достопримечательности
На территории Балаковского района расположен Иргизский Нижне-Воскресенский монастырь.